# AIAS Hall of Fame
Die Hall of Fame der Academy of Interactive Arts & Sciences (AIAS) wurde 1998 gegründet, um herausragende Entwickler und Designer auf dem Gebiet der Computer- und Videospiele auszuzeichnen. Jedes Jahr wird ein neues Mitglied aufgenommen, das auf der alljährlichen Preisverleihung der AIAS, den D.I.C.E. Awards (ehemals Interactive Achievement Awards) im Rahmen der Fachtagung D.I.C.E. mit einem Festakt eingeführt wird.
Die Entscheidung über neue Mitglieder der Hall of Fame trifft der Vorstand der AIAS anhand ihrer Werke und Verdienste für die Spieleindustrie. Zu den Auswahlkriterien gehören unter anderem: die Mitwirkung bei der Schaffung eines neuen Computerspielgenres oder die Neudefinition eines bestehenden Genres durch eine herausragende Weiterentwicklung, der Einfluss ihrer Werke auf andere Designer und Produkte, hohe Kreativität und Innovationsgeist, die zu anhaltender kultureller Bedeutung und Einfluss führten sowie anhaltender wirtschaftlicher Erfolg, der sich auf die gesamte Industrie auswirkt.

## Mitglieder
| Aufnahmejahr | Person                                         | Begründung |
| ------------ | ---------------------------------------------- | --- |
| 1998         | Shigeru Miyamoto (Nintendo)                    | Die Serien Super Mario und The Legend of Zelda                                                                    |
| 1999         | Sid Meier (Firaxis Games)                      | unter anderem Pirates! und Civilization                                                                           |
| 2000         | Hironobu Sakaguchi (Square, heute Square Enix) | Schöpfer der Final-Fantasy-Serie                                                                                  |
| 2001         | John Carmack (id Software)                     | Commander Keen, Wolfenstein 3D und die Nachfolger (Doom, Quake)                                                   |
| 2002         | Will Wright (Maxis)                            | SimCity, Die Sims, sowie weitere Spiele aus der Sim-Reihe                                                         |
| 2003         | Yu Suzuki (Sega)                               | diverse Arcade-Spiele, sowie Shenmue und Virtua Fighter                                                           |
| 2004         | Peter Molyneux (Lionhead Studios)              | unterschiedlichste Spielegenre, unter anderem Black & White, Populous, Magic Carpet, Syndicate und Dungeon Keeper |
| 2005         | Trip Hawkins (Digital Chocolate)               | Gründer von Electronic Arts                                                                                       |
| 2006         | Richard Garriott (NCsoft)                      | Ultima-Reihe und Tabula Rasa                                                                                      |
| 2007         | Dani Bunten                                    | Gründer von Ozark Softscape                                                                                       |
| 2008         | Michael Morhaime (Blizzard Entertainment)      | Produzent von World of Warcraft                                                                                   |
| 2009         | Bruce Shelley                                  | Gründer von Ensemble Studios                                                                                      |
| 2010         | Mark Cerny                                     | Gründer von Cerny Games                                                                                           |
| 2011         | Ray Muzyka und Greg Zeschuk                    | Mitgründer von BioWare                                                                                            |
| 2012         | Tim Sweeney                                    | Gründer von Epic Games und Schöpfer der Unreal Engine                                                             |
| 2013         | Gabe Newell                                    | Mitgründer und CEO von Valve Corporation                                                                          |
| 2014         | Sam Houser und Dan Houser                      | Mitgründer und Präsident bzw. Vize-Präsident von Rockstar Games                                                   |
| 2014         | Leslie Benzies                                 | Präsident von Rockstar North                                                                                      |
| 2016         | Hideo Kojima                                   | Schöpfer der Metal-Gear-Solid-Reihe                                                                               |
| 2017         | Todd Howard                                    | Game Director und Executive Producer für Bethesda Game Studios                                                    |
| 2019         | Bonnie Ross                                    | Corporate Vice President von Microsoft und Leiter von 343 Industries                                              |
| 2020         | Connie Booth                                   | Vice President der Produktentwicklung bei Sony Interactive Entertainment                                          |
| 2022         | Ed Boon                                        | Mitbegründer der Mortal-Kombat-Reihe                                                                              |
| 2023         | Tim Schafer                                    | Gründer und Leiter von Double Fine Productions                                                                    |
| 2024         | Koji Kondo                                     | Komponist von Super Mario und The Legend of Zelda                                                                 |